# Alter Bridge
Alter Bridge ist eine US-amerikanische Rockband, die aus den Instrumentalisten der Band Creed und dem Sänger von The Mayfield Four hervorging.

## Geschichte
2004 gründen die ehemaligen Creed-Mitglieder Mark Tremonti (Gitarre), Scott Phillips (Schlagzeug) und Brian Marshall (Bass) zusammen mit Myles Kennedy (Gesang, Gitarre) die Band „Alter Bridge“, die sich stilistisch teilweise an die Vorgängerband Creed anlehnt, jedoch metallischer klingt. Im Gegensatz zu Creed werden bei Alter Bridge deutlich mehr Gitarrensoli gespielt. Während sich Scott Stapp bei Creed noch häufig mit dem christlichen Glauben auseinandersetzte, gibt es bei Alter Bridge dazu nur noch vereinzelt Bezüge.

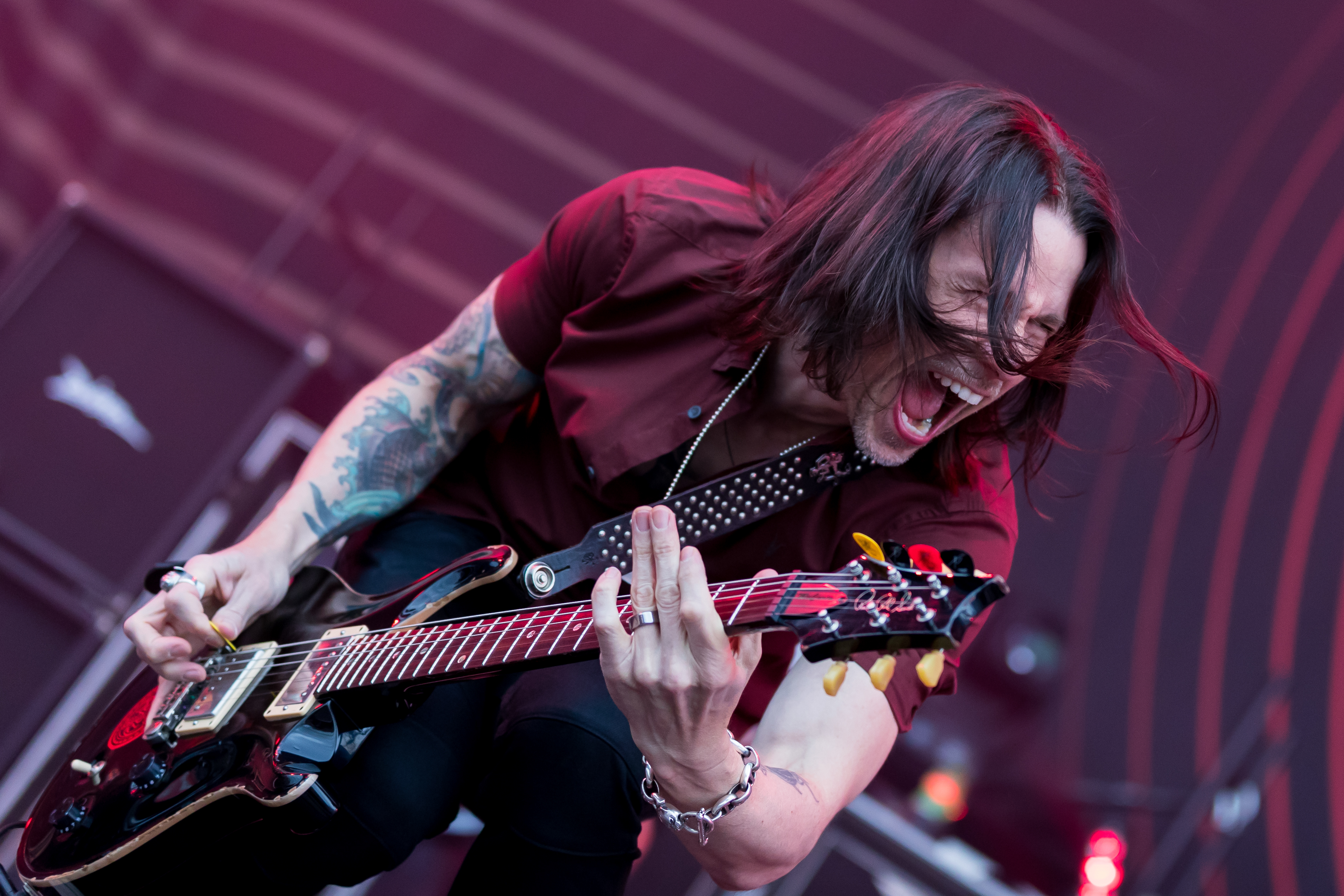
Myles Kennedy bei Rock am Ring 2017

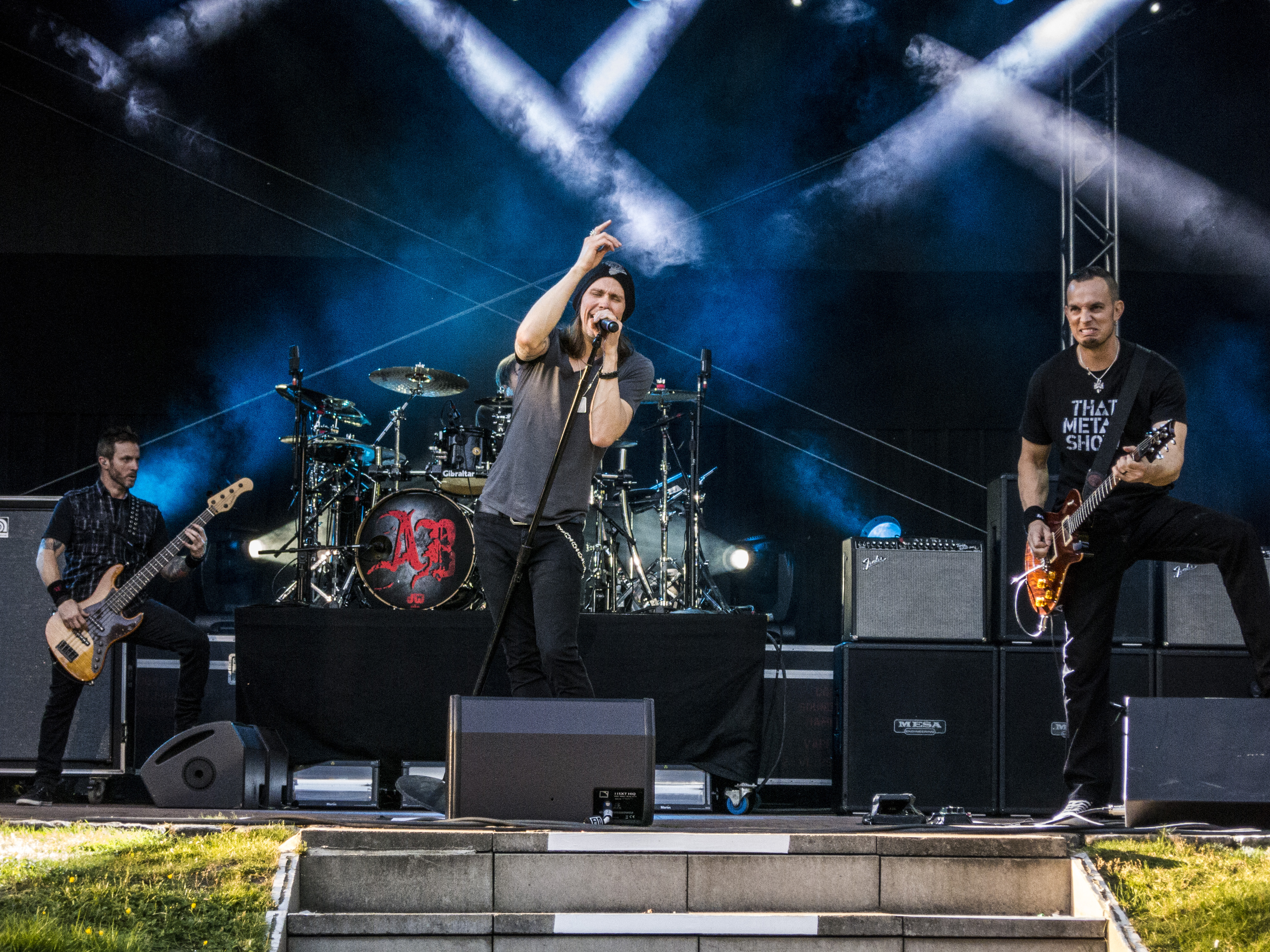
Alter Bridge in Hamburg 2014

Mit ihrem ersten Album One Day Remains tourten sie im Herbst 2004 durch Europa und die USA. 2005 waren sie gemeinsam mit der Gruppe 3 Doors Down in den USA und Europa auf Tour. Im Jahr 2008 waren sie zweimal in Europa und traten wie schon zwei Jahre zuvor bei Rock am Ring und Rock im Park auf.
One Day Remains (Wind-Up Records) ist das Debüt-Album der Band. Es wurde am 10. August 2004 veröffentlicht. Das Album kletterte in den USA bis auf Rang fünf der Albumcharts. In Deutschland kam das Album in die Top 100 auf Platz 61, in der Schweiz auf Platz 54. Im Frühjahr 2006 trennten sich Alter Bridge von Wind-Up Records, am 9. Juli 2007 unterzeichnete Alter Bridge einen neuen Plattenvertrag bei Universal Republic Records.
Das Album Blackbird wurde am 9. Oktober 2007 in den USA veröffentlicht, die erste Single-Auskopplung Rise Today erschien am 30. Juli 2007. In Deutschland erschien das zweite Album von Alter Bridge am 2. November 2007. Zum neuen Album wechselte man nicht nur den Produzenten, sondern änderte auch den Songwritingprozess. Mark Tremonti schrieb One Day Remains fast komplett allein, bei Blackbird teilte er sich die Arbeit mit Kennedy, der nun außerdem auch selbst einige Gitarrenparts einspielte, inklusive eines längeren Soloteils in dem Lied Blackbird.
Das dritte Studioalbum erschien am 8. Oktober 2010 in Deutschland und trägt den Namen AB III. Mit dem neuen Album wurde auch erneut ein Labelwechsel vollzogen. In Europa arbeiten Alter Bridge zukünftig mit dem Label Roadrunner zusammen, eine offizielle Pressemitteilung zum Label für das neue Album in den USA steht noch aus. Die erste Singleauskopplung heißt Isolation und kann in voller Länge als Stream auf der Webseite von Roadrunner angehört werden. Die Europatour begann im Oktober in Großbritannien, im November waren sie auch in Deutschland unterwegs. Anfang 2011 werden Alter Bridge in den USA touren. Im Jahr 2011 traten sie erneut bei den deutschen Musikfestivals Rock am Ring und Rock im Park auf. Im Oktober 2011 setzen sie ihre Tour in Deutschland fort.
Die Band begann im April 2013 mit den Aufnahmen zu ihrem vierten Studioalbum Fortress, das in Deutschland am 27. September erschienen ist. Anschließend spielte die Band eine Tour in Europa, darunter auch in vier deutschen Städten, im Oktober und November mit Halestorm. 2014 waren sie zum dritten Mal bei Rock am Ring.
2016 erschien das fünfte Studioalbum The Last Hero, mit der ersten Single-Auskopplung Show Me a Leader. Das Album wurde maßgeblich durch den US-Wahlkampf zwischen Donald J. Trump und Hillary Clinton geprägt. Zwischen den Alben Fortress und The Last Hero arbeitete Mark Tremonti an seinem dritten Soloalbum, während Myles Kennedy mit Slash an dem Album World on Fire arbeitete.

## Zusammenarbeit mit WWE
Der Song Metalingus aus dem Album One Day Remains war die Einlaufmusik des WWE-Superstars Edge. Find the Real vom selben Album ist der Theme Song des PPV’s Royal Rumble 2005, Open Your Eyes wurde als Theme für den Diva Search 2005 verwendet. Die erste Single aus dem Album Blackbird, Rise Today, ist der Theme Song für den PPV Unforgiven 2007.

## Diskografie
Studioalben

| Jahr | Titel Musiklabel                | Höchstplatzierung, Gesamtwochen, AuszeichnungChartplatzierungen (Jahr, Titel, Musiklabel, Platzierungen, Wochen, Auszeichnungen, Anmerkungen) | Höchstplatzierung, Gesamtwochen, AuszeichnungChartplatzierungen (Jahr, Titel, Musiklabel, Platzierungen, Wochen, Auszeichnungen, Anmerkungen) | Höchstplatzierung, Gesamtwochen, AuszeichnungChartplatzierungen (Jahr, Titel, Musiklabel, Platzierungen, Wochen, Auszeichnungen, Anmerkungen) | Höchstplatzierung, Gesamtwochen, AuszeichnungChartplatzierungen (Jahr, Titel, Musiklabel, Platzierungen, Wochen, Auszeichnungen, Anmerkungen) | Höchstplatzierung, Gesamtwochen, AuszeichnungChartplatzierungen (Jahr, Titel, Musiklabel, Platzierungen, Wochen, Auszeichnungen, Anmerkungen) | Höchstplatzierung, Gesamtwochen, AuszeichnungChartplatzierungen (Jahr, Titel, Musiklabel, Platzierungen, Wochen, Auszeichnungen, Anmerkungen) | Anmerkungen                                                  |
| Jahr | Titel Musiklabel                | DE | AT | CH | UK | US | Rock | Anmerkungen                                                  |
| ---- | ------------------------------- | --- | --- | --- | --- | --- | --- | ------------------------------------------------------------ |
| 2004 | One Day Remains Wind-Up Records | DE61 (2 Wo.)DE | — | CH54 (5 Wo.)CH | UK— SilberUK | US5 Gold · (14 Wo.)US | — | Erstveröffentlichung: 10. August 2004 Verkäufe: + 560.000    |
| 2007 | Blackbird Universal Republic    | DE55 (1 Wo.)DE | AT64 (1 Wo.)AT | CH83 (1 Wo.)CH | UK37 Gold · (2 Wo.)UK | US13 (14 Wo.)US | Rock4 (2 Wo.)Rock | Erstveröffentlichung: 5. Oktober 2007 Verkäufe: + 100.000    |
| 2010 | AB III Roadrunner Records       | DE18 (3 Wo.)DE | AT15 (3 Wo.)AT | CH15 (3 Wo.)CH | UK9 Silber · (3 Wo.)UK | US17 (3 Wo.)US | Rock3 (6 Wo.)Rock | Erstveröffentlichung: 8. Oktober 2010 Verkäufe: + 60.000     |
| 2013 | Fortress Roadrunner Records     | DE7 (4 Wo.)DE | AT4 (5 Wo.)AT | CH14 (6 Wo.)CH | UK6 Silber · (5 Wo.)UK | US12 (5 Wo.)US | Rock5 (5 Wo.)Rock | Erstveröffentlichung: 25. September 2013 Verkäufe: + 161.000 |
| 2016 | The Last Hero Napalm Records    | DE5 (4 Wo.)DE | AT6 (4 Wo.)AT | CH5 (4 Wo.)CH | UK3 (5 Wo.)UK | US8 (2 Wo.)US | Rock2 (4 Wo.)Rock | Erstveröffentlichung: 7. Oktober 2016                        |
| 2019 | Walk the Sky Napalm Records     | DE5 (3 Wo.)DE | AT3 (3 Wo.)AT | CH1 (3 Wo.)CH | UK4 (2 Wo.)UK | US16 (1 Wo.)US | Rock1 (1 Wo.)Rock | Erstveröffentlichung: 18. Oktober 2019                       |
| 2022 | Pawns & Kings Napalm Records    | DE7 (2 Wo.)DE | AT5 (3 Wo.)AT | CH2 (4 Wo.)CH | UK6 (1 Wo.)UK | US35 (1 Wo.)US | Rock8 (1 Wo.)Rock | Erstveröffentlichung: 14. Oktober 2022                       |

grau schraffiert: keine Chartdaten aus diesem Jahr verfügbar